# Raymond Bachand
Pour les articles homonymes, voir Bachand.
Raymond Bachand, né le 22 octobre 1947 à Montréal, est un homme politique, un homme d'affaires et un avocat québécois. Il est député de la circonscription électorale provinciale d'Outremont de 2005 à 2013. Il a occupé les postes de ministre des Finances, de ministre du Revenu ainsi que de ministre responsable de la région de Montréal au sein du gouvernement Charest.

## Biographie

### Études
Natif de Montréal, il obtient une licence en droit à l'Université de Montréal en 1969. Devenu membre du barreau du Québec l'année suivante, il obtient de l'Université Harvard une maîtrise en administration des affaires (MBA) en 1972, puis un doctorat en administration (D.B.A.) en 1981.

### Carrière
Raymond Bachand a occupé plusieurs fonctions importantes dans la vie publique au Québec. Après avoir été enseignant à l'École des hautes études commerciales de Montréal entre 1972 et 1977, il occupe le poste de directeur de cabinet du ministre du Travail et de la Main-d'œuvre du Québec entre 1977 et 1979, puis il est secrétaire particulier au cabinet du premier ministre du Québec entre 1979 et 1981. Lors du référendum de 1980, il travaille un an et demi avec René Lévesque en tant que directeur général adjoint de la campagne du Oui.
Dans le monde des affaires, Raymond Bachand est vice-président de Métro-Richelieu entre 1981 et 1989 et de Culinar entre 1990 et 1993. Il occupe également le poste de président-directeur général du Fonds de solidarité des travailleurs du Québec (FTQ) entre 1997 et 2001 et de Secor Conseil entre 2002 et 2005. Enfin, il est membre du conseil d'administration du journal Le Devoir entre 2002 et 2005 et de la Chambre de commerce du Montréal Métropolitain entre 2004 et 2005.
Raymond Bachand reçoit le prix MBA de l'année en 1997 et le prix Dimensions en 2000. En 2002, il est chargé d'élaborer une politique culturelle pour la ville de Montréal.

### Député et ministre

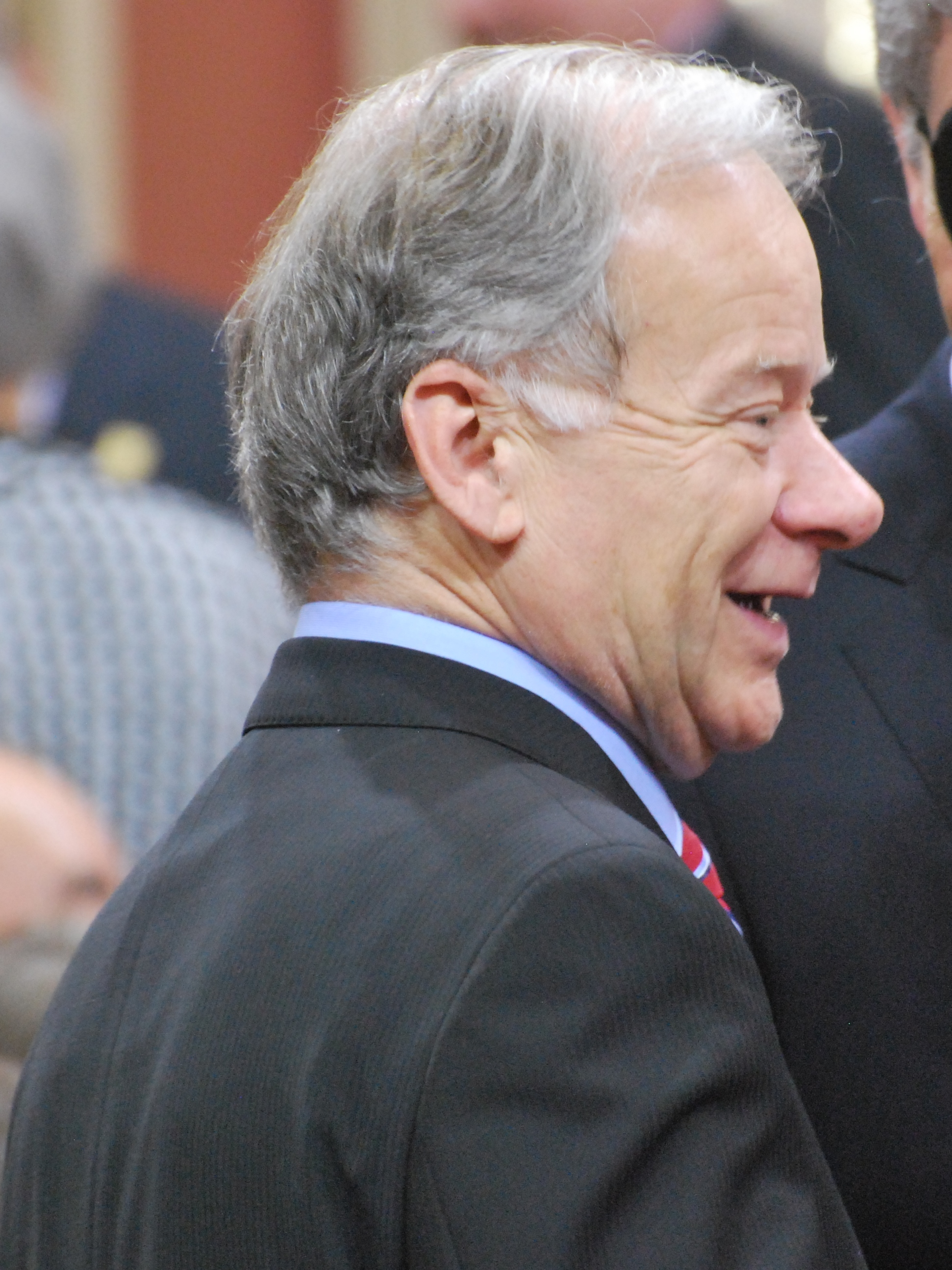
Raymond Bachand

Le 12 décembre 2005, Raymond Bachand remporte une élection partielle dans la circonscription d'Outremont sous la bannière du Parti libéral du Québec. Il est alors nommé ministre du Développement économique, de l'Innovation et de l'Exportation.
En mars 2007, il est réélu dans la circonscription d'Outremont et est ensuite reconduit dans ses fonctions de ministre du Développement économique. Il aura en plus la charge du Ministère du Tourisme et de ministre responsable de la région de Montréal. À l'élection générale de 2008, Raymond Bachand est réélu de nouveau pour un troisième mandat consécutif dans Outremont. Il est renommé à ses fonctions de ministre du Développement économique, de l'Innovation et de l'Exportation et ministre responsable de la région de Montréal cédant toutefois le ministère du Tourisme à Nicole Ménard. 
Il est ensuite nommé ministre des Finances en avril 2009 lorsque Monique Jérôme-Forget annonce sa démission. À la suite de l'élection de Clément Gignac lors de l'élection partielle du 22 juin 2009, le premier ministre Jean Charest cède à celui-ci le porte-feuille du Développement économique. 
Le 11 août 2010, il est nommé ministre du Revenu en plus de sa responsabilité de ministre des Finances.
Réélu dans Outremont au cours de l'élection du 4 septembre 2012, il devient alors critique de l'opposition officielle, -devenue le Parti libéral du Québec-, en matière de Finances.
Le 28 septembre 2012, il annonce sa candidature à la chefferie du Parti libéral du Québec, et récolte alors de nombreux appuis, parmi ses collègues et les militants du Parti . Le 17 mars 2013, Raymond Bachand récolte 19,5% du suffrage dans le cadre de la course à la chefferie du Parti libéral du Québec et termine troisième. Il annonce, alors, le 26 août 2013, son retrait de la vie politique,.

### Lobbyiste
En 2014, "L'ancien ministre libéral des Finances, Raymond Bachand, devient lobbyiste pour Bombardier. Il a le mandat de convaincre ses ex-collègues à Québec de reculer sur la coupe du crédit d'impôt pour la recherche et le développement dans l'industrie aéronautique."

### Faits divers
Il est le petit-fils de Thomas Vien, député à la Chambre des Communes de 1917 à 1925 et de 1940 à 1942, puis membre du Sénat de 1942 à 1968.

## Distinctions et prix
- Nommé MBA de l'année par l'Association des MBA du Québec en novembre 1997[8].
- Reçoit le Prix Dimensions au Gala de l'Ordre des Administrateurs agréés en mai 2000[8].
- Officier de l'ordre du Canada Il est fait officier le 28 décembre 2019[9]